# Sporodochium

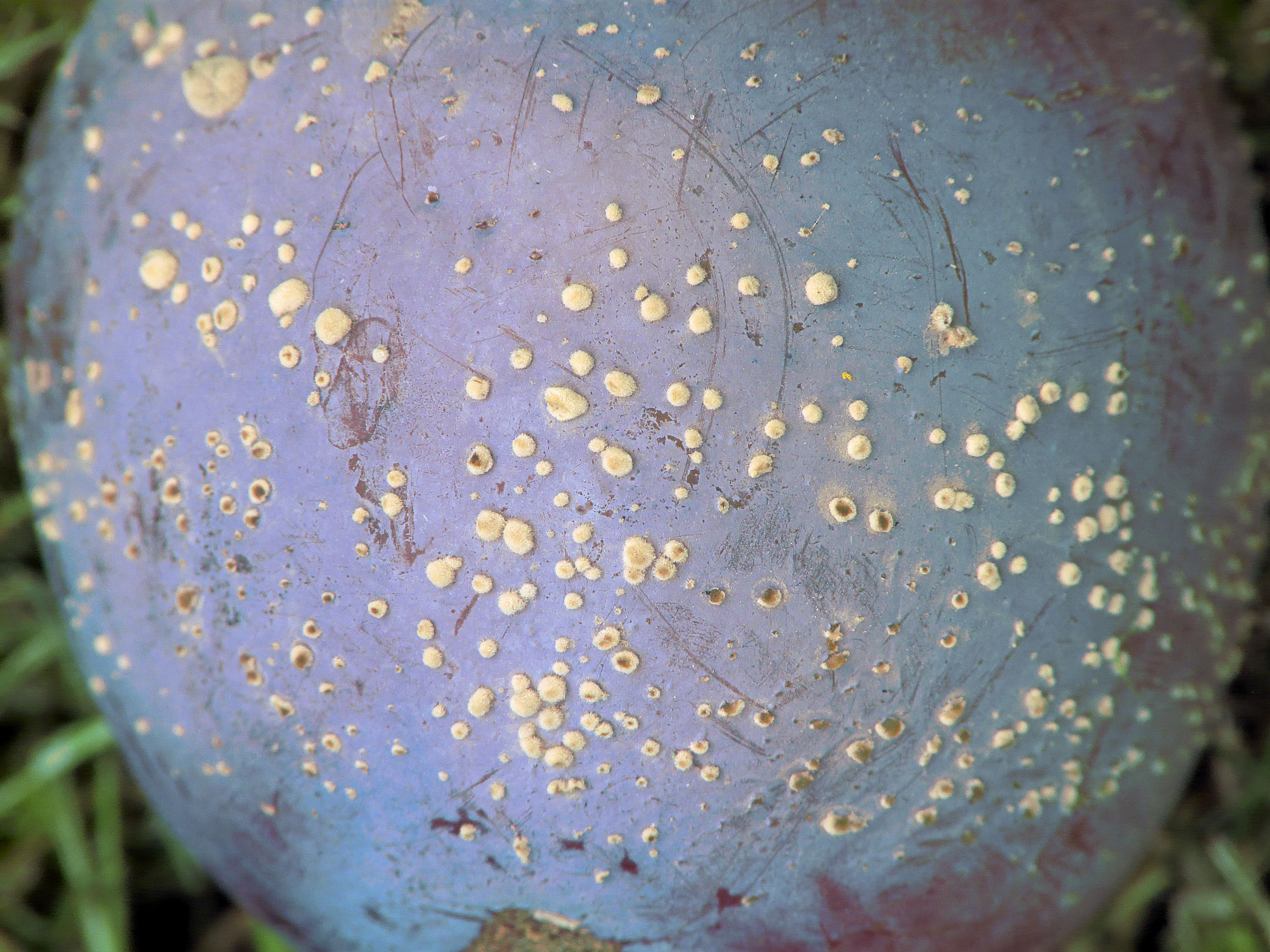
Sporodochia paciornicy owocowej (Monilinia fructigena) na owocach śliwy

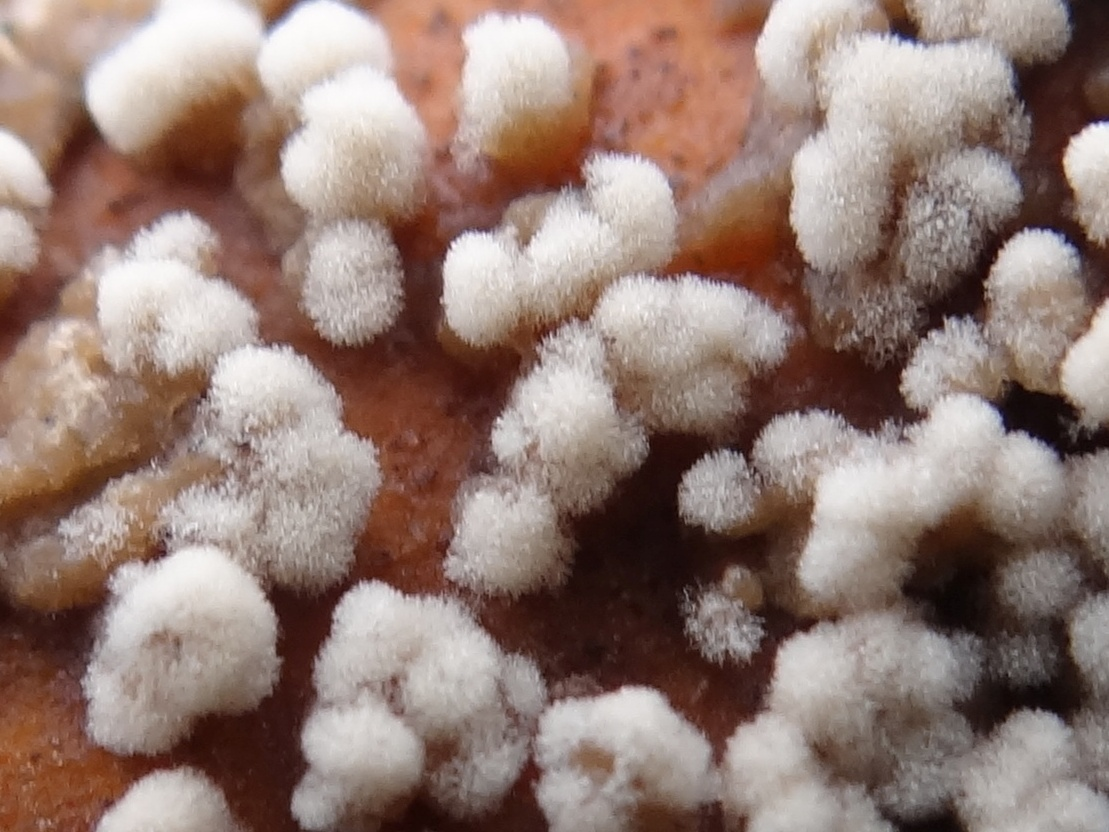
Sporodochia Monilinia fructigena na gruszce

Sporodochium (l. mn. sporodochia) – u grzybów jest to zbudowana z wielu strzępek struktura, w której w wyniku rozmnażania bezpłciowego wytwarzane są zarodniki typu konidium. Sporodochia występują na powierzchni, kształtem przypominają poduszki. Utworzone są z pseudoparenchymy z wzniesionymi konidioforami, na których powstają konidia.
Sporodochia są jednym z rodzajów konidiomu. Występują np. u grzybów z rodzaju Fusarium, czy Tuberculina, oraz u wielu pasożytniczych grzybów wywołujących choroby roślin, np. z rodzaju Monilinia. Powstają na zainfekowanych owocach i pędach oraz na pseudosklerotach.
Czasami wnętrze sporodochiów wypełnia śluzowata substancja – takie sporodochia nazywane są pionnotami.
Sporodochium to jeden z rodzajów konidiomów. Pozostałe to: koremium, pionnot, acerwulus, kupula, pyknotyrium, pyknidium, konidioma stromatyczna, sklerocjum.